# Nunca olvides que te quiero
Nunca olvides que te quiero es un libro de la escritora francesa Delphine Bertholon publicado en el año 2010.

## Sinopsis
Madison es una niña de 11 años de edad que fue secuestrada mientras intentaba ayudar a un gatito. Durante su tiempo en cautiverio, su secuestrador le da un cuaderno, que utiliza como diario y escribe todo lo que pasa durante su tiempo de cautiverio. Al mismo tiempo, su madre Léonore le escribe cartas a diario donde le revela lo que pasa a su alrededor tanto con el mundo exterior como con su familia durante su ausencia. Por otro lado, un amigo de la familia de Madison narra lo que ocurre durante el secuestro y tiempo de cautiverio de Madi pero desde una perspectiva de tercera persona.
Nunca olvides que te quiero es una historia a tres voces donde nos muestran tres puntos de vista diferentes de la historia y que se entrelazan para formar este maravilloso libro donde los sentimientos se ponen con el lector y son entendidos desde cualquier punto de vista.